# Guido Jacobacci
Guido Amadeo Jacobacci (Modena, 1º novembre 1864 – Andalgalá, 10 luglio 1922) è stato un ingegnere italiano.

## Biografia
Guido Amadeo Jacobacci nacque a Modena il 1 novembre del 1864. Studiò prima al Regio Liceo Melchiorre Gioia della città natale per poi laurearsi in Ingegneria Civile al Politecnico di Torino il 5 Maggio 1886.
Iniziò quindi a lavorare nelle ferrovie nel nord Italia; l'amicizia con l'ingegnere toscano Giovanni Pelleschi lo portò a trasferirsi in Argentina.
In Sud America, dove arrivò nel 1889, proseguì nella progettazione e costruzione di vie di comunicazione, ferrovie in primis. Nel 1893 si sposò con Cesira, figlia dell'amico Pelleschi, dalla quale ebbe quattro figli: Juan, Jaime, Alfredo e Ernestina.
Dall'ottobre 1894 lavorò come capo del Dipartimento di Ingegneria del Ministero dei Lavori Pubblici della nazione studiando le linee della ferrovia da Patquía a Chilecito a La Rioja; due anni dopo si dedicò alle linee da Villa de Soto a Villa Dolores presso Córdoba e quella da Deán Funes a Rosario e a Santa Fe.
Dopo un viaggio di studio in Europa nel 1906, il Ministero dei Lavori pubblici pubblicò nel 1908 alcuni suoi lavori relativi ai porti di Amburgo, Anversa e altri scali portuali europei, opere di riferimento per lo sviluppo del porto di Buenos Aires e per il quale gli fu assegnata una medaglia d'oro nel 1911.
Il 5 ottobre 1908, il Ministro dei Lavori Pubblici, Ezequiel Ramos Mexía, lo nominò Direttore Generale delle Ferrovie della Patagonia, assegnandogli la progettazione e gestione di tre linee ferroviarie della zona: San Antonio Oeste - Nahuel Huapi, Comodoro Rivadavia - Buenos Aires e infine Puerto Deseado - Nahuel Huapi. Nonostante le enormi difficoltà incontrate, alla fine del 1909 riuscì a completare circa 110 km. di strada ferrata, risolvendo, in particolare, il problema dell'approvvigionamento dell'acqua dolce per San Antonio Oeste.
Il 19 marzo 1910 fu inaugurato dal presidente José Figueroa Alcortai il primo tratto della "Ferrovia della Patagonia", mentre nello stesso anno vennero aggiunti alla linea altri 100 km. circa.
Il 19 marzo 1911 il nuovo presidente Dr. Roque Sáenz Peña con i suoi ministri dei Lavori pubblici e della Marina visitò l'opera e inaugurò il servizio provvisorio fino a Corral Chico, per uno sviluppo complessivo di 218 chilometri. I lavori continuarono quindi fino a Aguada de Guerra per uno sviluppo complessivo di 341 chilometri.
Nonostante tagli al bilancio statale, la Ferrovia della Patagonia, tra il 1912 e il 1913 raggiunse una lunghezza totale di 427 chilometri.
Jacobacci partecipò anche a un progetto per l'Esposizione internazionale delle ferrovie e dei trasporti realizzato da maggio a novembre del 1910, in occasione del centenario della rivoluzione argentina. All'inizio del 1911  Vittorio Emanuele III lo nominò "Cavaliere dell'Ordine della Corona d'Italia".
Le inclemenze del clima della Patagonia, che nel tempo minarono la sua salute, infine lo condussero alla morte, avvenuta a Andalgalá, provincia di Catamarca, il 10 luglio 1922.

## Intitolazioni
Il 26 gennaio 1925, su espressa richiesta degli abitanti dell'area della stazione del chilometro 448 della ferrovia San Antonio Oeste - Nahuel Huapi, chiamarono la loro colonia Ingeniero Jacobacci rendendo così tributo al ricordo dell'ex direttore delle Ferrovie della Patagonia. Nel 2016 la sua casa a San Antonio Oeste è diventata un museo, il Museo Jacobacci.